# Slavkov u Brna
Slavkov u Brna ([ˈslafkof ˈu br̩na] "Slavkov bij Brno"; Duits: Austerlitz) is een stad in de Tsjechische regio Zuid-Moravië 20 kilometer oostelijk van Brno. Slavkov is bekend van de Slag bij Austerlitz die enkele kilometers ten westen van de stad plaatsvond.

## Geschiedenis
Het oudste geschreven document over de stad stamt uit 1237. De naam Slavkov is in 1361 voor het eerst beschreven en de Duitse naam Austerlitz in 1633.
Op 2 december 1805 vond hier de Slag bij Austerlitz of "Driekeizerslag" plaats waarbij een gecombineerde strijdmacht van 89.000 Russische en Oostenrijkse soldaten werd verslagen door 73.000 Franse soldaten onder bevel van Napoleon. Ter herinnering aan de overwinning zijn het Nederlandse dorp Austerlitz en het Parijse station Gare d'Austerlitz naar deze plaats genoemd.

## Bezienswaardigheden
- Kasteel Slavkov, een kasteel in Barokstijl met 115 kamers en een tuin in Franse stijl. Het paleis is ontworpen door de Italiaanse architect Domenico Martinelli. In de salon van dit kasteel werd na de Slag bij Austerlitz de wapenstilstand tussen Oostenrijk en Frankrijk ondertekend. In het kasteel bevindt zich een klein museum.
- Gemeentehuis uit de renaissance aan het centrale plein in de stad. Delen van het oude stadhuis zijn te bezoeken.
- Kerk van de wederopstanding in classicistische stijl aan het centrale plein. Het gebouw is gebouwd in de jaren 1786 tot 1789 en is ontworpen door de Weense architect Johann Ferdinand Hetzendorf von Hohenberg.
- De Oude Post (stará pošta) in Kovalovice is een gebouw uit 1785, dat tegenwoordig een hotel-restaurant is. Op 28 november 1805 richtte de Franse generaal Joachim Murat hier zijn hoofdkwartier in. Op de dag van de slag had de Russische generaal Pjotr Bagration hier zijn hoofdwartier. Napoleon heeft de nacht na de slag in de Oude Post overnacht en onderhandelingen voor de wapenstilstand gevoerd. Naast het hotel-restaurant bevindt zich ook een klein museum in het gebouw.
- Op de heuvel Santon, ten westen van het dorp Tvarožná, staat een kleine witte kapel. De heuvel was een basis van de Franse artillerie en hielp de Fransen het noordelijke deel van het slagveld te domineren. Op deze heuvel vinden jaarlijks reënactments plaats.
- Op de heuvel Žuráň bevond zich het hoofdkwartier van Napoleon. Een monument op de heuvel laat een overzicht van het slagverloop zien.
- In het dorp Šlapanice liggen meerdere massagraven en staat een monument.
- Bij het dorp Prace staat een monument (mohyla míru) dat herinnert aan de slag. In de jaren 1910-1912 werd het gebouwd, maar door de Eerste Wereldoorlog werd de inwijding uitgesteld tot 1923. Het monument is een 26 meter hoog vierkant bouwwerk met vier vrouwelijke standbeelden die Frankrijk, Oostenrijk, Rusland en Moravië voorstellen. Binnenin bevindt zich een kapel met een ossuarium. Achter het monument herinnert een klein museum aan de slag. In het museum is onder andere een opstelling van tinnen soldaatjes te zien.
- Bij de Oude Wijnberg (staré vinohrady) bij het dorp Blažovice vond het treffen van de Russen en Fransen plaats. Hier staat nu het "Driekeizermonument".

## Afbeeldingen

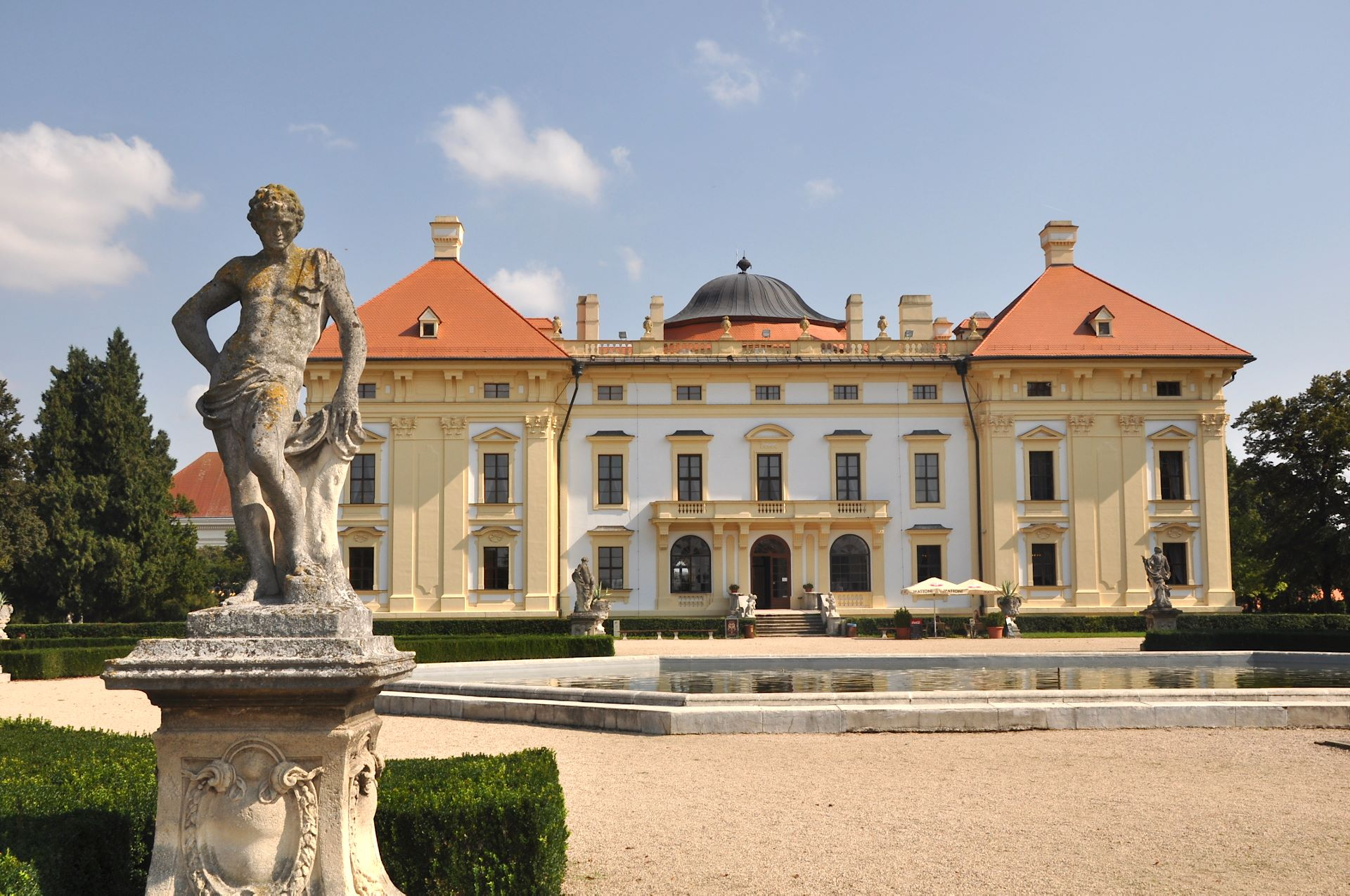
Kasteel Slavkov
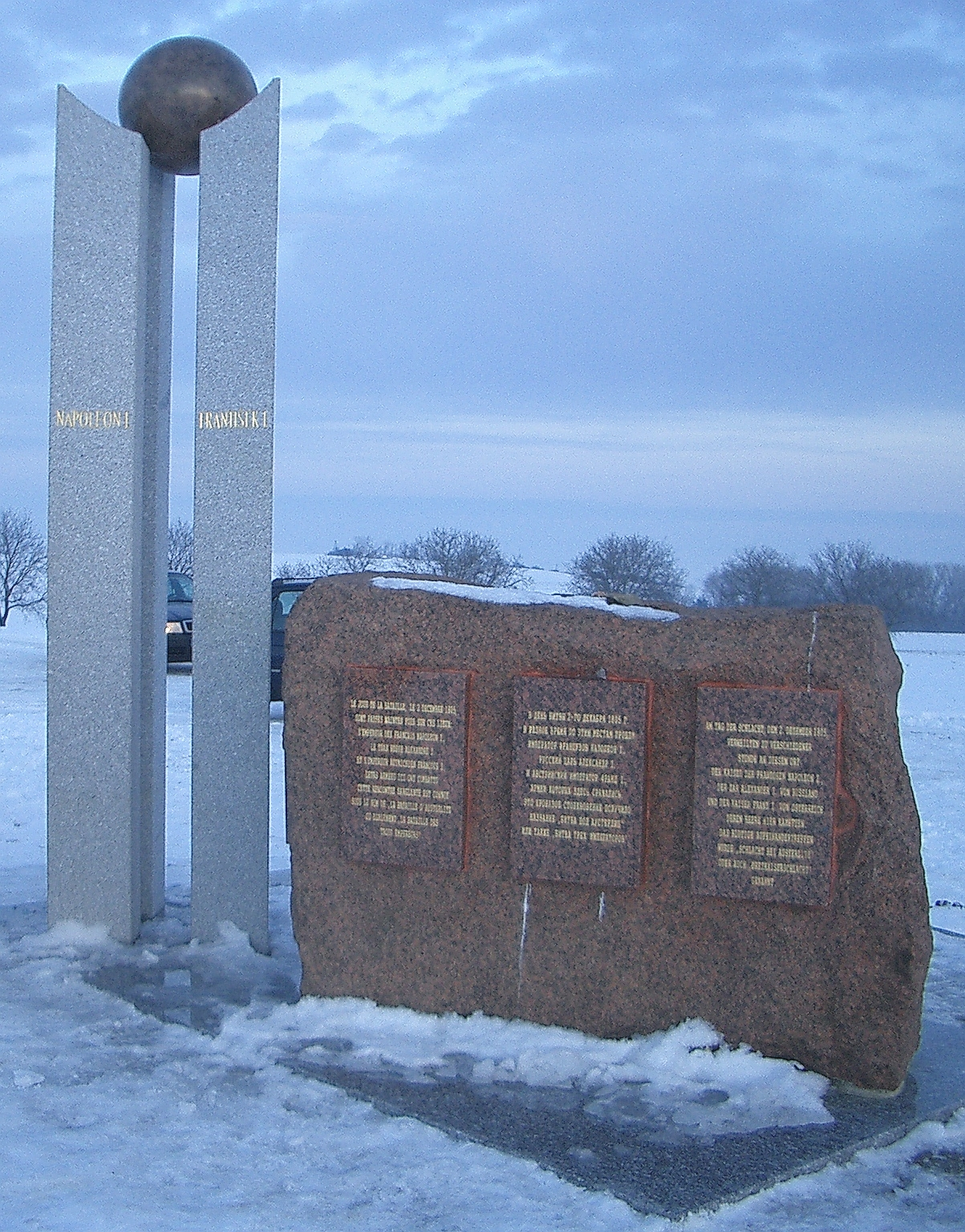
Driekeizermonument
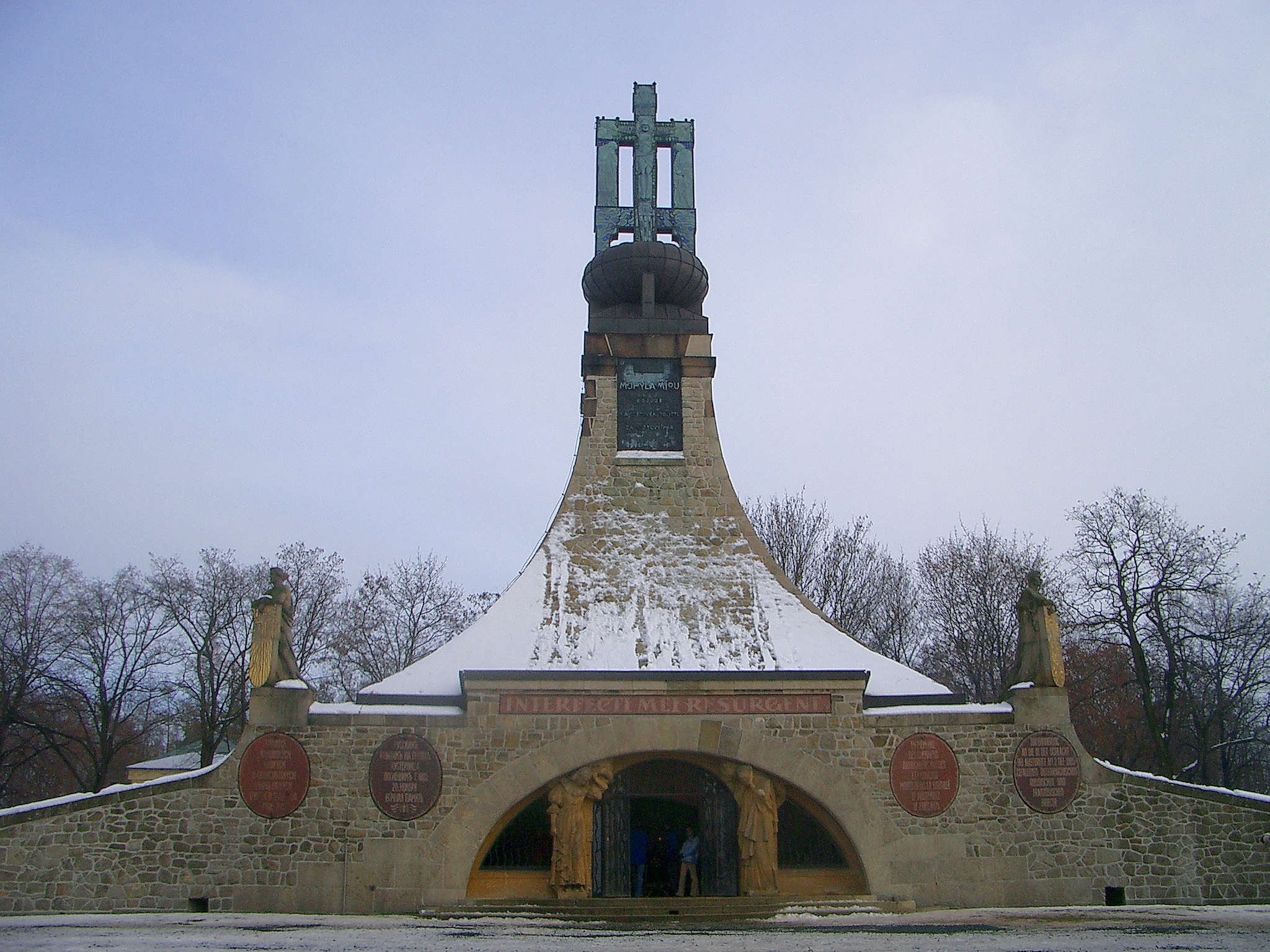
Vredesmonument "mohyla míru" bij Prace
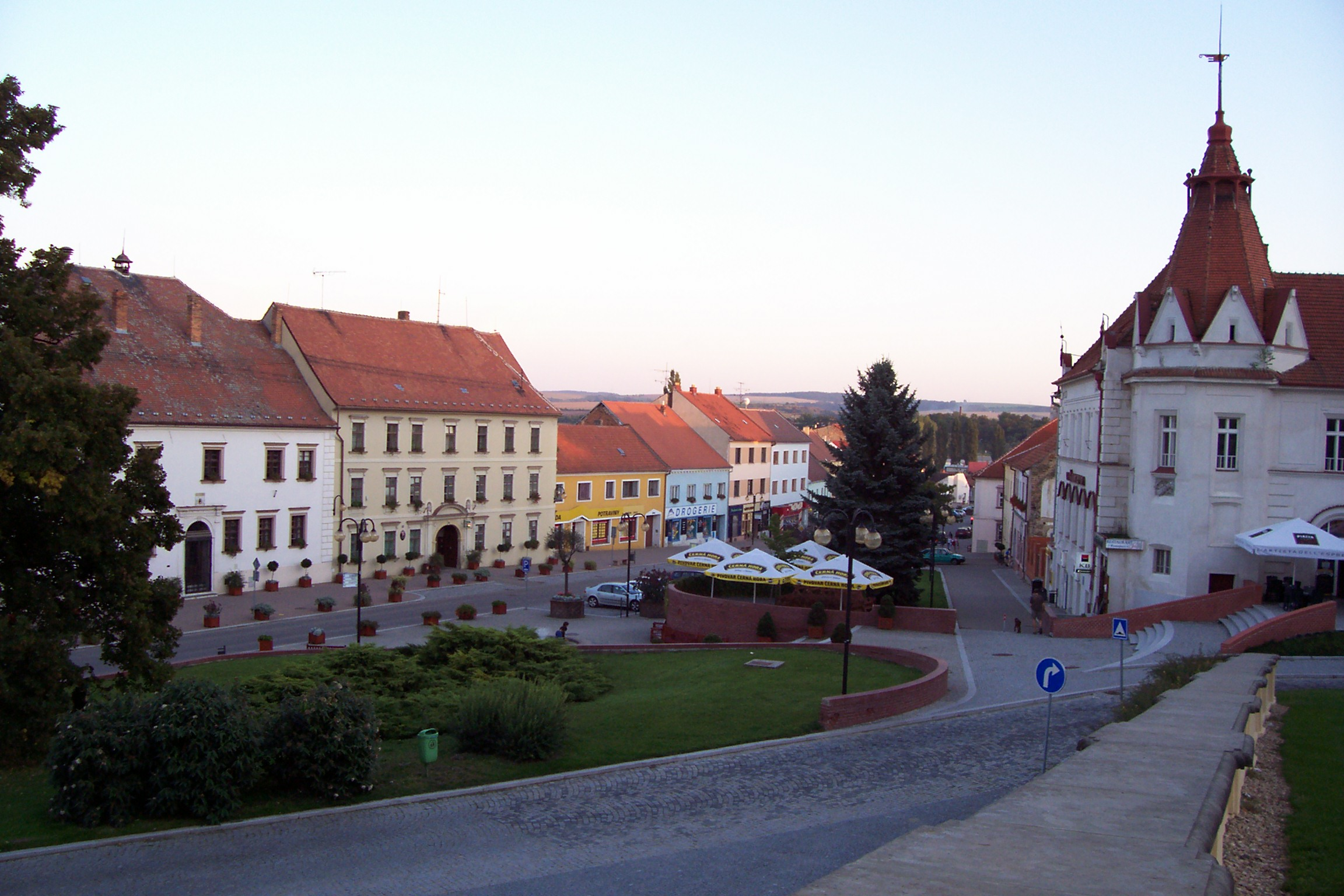
Centrale plein van de stad